# Gare du Pont de Sèvres
Musée de Sèvres
Ne doit pas être confondu avec Pont de Sèvres (métro de Paris).
La gare du Pont de Sèvres est une ancienne gare ferroviaire française de la ligne de Puteaux à Issy-Plaine (ligne des Moulineaux), devenue une station de tramway de la ligne 2 du tramway d'Île-de-France (ligne T2). Elle est située sur le territoire de la commune de Sèvres, dans le département des Hauts-de-Seine, en région Île-de-France.
La gare est mise en service en 1889. Fermée en 1993 pour permettre la conversion en tramway de la ligne et de la gare, elle rouvre en 1997. Son bâtiment voyageurs, après une longue période de désaffectation, a été transformé en restaurant en 2024,.
Devenue une station de tramway de la Régie autonome des transports parisiens (RATP) et renommée Musée de Sèvres, elle est desservie par les rames de la ligne T2.

## Situation ferroviaire
L'ancienne gare ferroviaire du Pont de Sèvres est située au point kilométrique (PK) 15,992 de la ligne de Puteaux à Issy-Plaine (dite « ligne des Moulineaux »), entre les gares du Pont de Saint-Cloud et de Bellevue-Funiculaire.
La station de tramway Musée de Sèvres est située sur la ligne 2 du tramway d'Île-de-France (ligne T2), entre les mêmes points d'arrêt.

## Histoire
La gare du Pont de Sèvres est en fonction sur la ligne de Puteaux à Issy-Plaine de 1889 à 1993, puis est fermée et transformée en une station de tramway, ouverte en 1997.
Lors de la création de la ligne des Moulineaux, mise en service en 1889, la gare du Pont de Sèvres est ouverte afin d'assurer la desserte du quartier du pont de Sèvres.
L'architecture du bâtiment voyageurs, construit à cheval au-dessus des voies, est souvent définie comme de type ceinture et de style Ligne d'Auteuil, car elle est similaire à l'architecture de plusieurs gares de la Petite Ceinture.
À la suite de la démolition du pont de Sèvres en 1934 et de sa reconstruction en 1963, le bâtiment voyageurs se retrouve encaissé d’environ 1,70 m par rapport au niveau de circulation du pont actuel, et perd le vaste parvis dont il disposait à l'époque du premier pont de Sèvres.
En 1993, la fermeture de la ligne des Moulineaux intervient afin d'effectuer les travaux de reconversion de cette dernière en ligne de tramway, entraînant également la fermeture de la gare. En 1997, lors de la réouverture de la ligne en tant que ligne T2, la gare du Pont de Sèvres, devenue une station de tramway, voit sa dénomination transformée en Musée de Sèvres.

## Service des voyageurs

### Accueil
La station de tramway est équipée d'abris sur chacun des quais et d'automates pour l'achat de titres de transport. L'accès se fait au travers d'escaliers et de rampes pour les personnes à mobilité réduite. Un abri à vélos est aussi disponible. Le passage d'un quai à l'autre se fait à niveau aux deux extrémités de la station ou par l'ancien bâtiment voyageurs.

### Desserte
Elle est desservie par les tramways de la ligne T2, à raison d'un tramway toutes les quatre à douze minutes.

### Intermodalité
La station est en correspondance, à distance, avec la station de métro Pont de Sèvres située sur la ligne 9, sur la rive droite de la Seine.
Elle est par ailleurs desservie par les lignes 169, 171, 179 et 426 du réseau de bus RATP, par la ligne 6145 du réseau de bus de Vélizy Vallées et, la nuit, par la ligne N61 du réseau de bus Noctilien.